# Rolf Løvland
Rolf Løvland (Kristiansand, 15 april 1955) is een Noorse componist die internationaal veel succes heeft geboekt op het Eurovisiesongfestival, met twee succesvolle liederen in 1985 en 1995.
In 1995 speelde hij zelf mee op het podium met het bijna volledig instrumentale Nocturne. Hij is lid van de groep Secret Garden die het festival won, de zangeres maakte alleen voor deze gelegenheid deel uit van de groep. In 1987, 1994 schreef hij ook het winnende lied voor Melodi Grand Prix en haalde zijn lied respectievelijk de 9de en 6de plaats op het songfestival, waardoor hij op 4 deelnames 4 keer in de top 10 eindigde en 2 keer won.